# 坎蒂絲·史汪尼普
坎蒂絲·蘇珊·史汪尼普（Candice Susan Swanepoel，1988年10月20日—）出生於南非，是一位南非超模。懂英語、南非語和葡萄牙語。是維多利亞的秘密知名代言模特兒之一，目前是「維多利亞的秘密天使」（Victoria's Secret Angels）中的一員，又稱Perfection。

## 簡歷
坎蒂絲是2009年維多利亞的秘密的五個新天使之一，火辣的曲線與甜美的笑容，這位來自南非的天使，15歲時在跳蚤市場被發掘，16歲時一天的工作報酬便已高達4萬歐元。
坎蒂絲來自南非的農村，從小便夢想能到世界各地探險，而模特兒這份工作，也成功的讓他踏遍世界各地。坎蒂絲是第一位為維多利亞的祕密走秀的南非模特，雖不像其他模特一樣有豐滿的上圍，但她那穠纖合度的小蠻腰，33、23、34近乎完美的比例，被網友封為時尚「腰」精。蜂腰翹臀的惹火形象，讓坎蒂絲成功在時尚界闖出名號，各大秀場及雜誌上，都可看到這位秘密「腰」精的美麗身影。
現任男友為巴西模特，在她17歲時認識。